# Vladislav Tereshkin
Vladislav Igorevich Tereshkin (tiếng Nga: Владислав Игоревич Терешкин; sinh ngày 16 tháng 7 năm 1995) là một cầu thủ bóng đá người Nga hiện tại thi đấu cho F.K. Spartak-2 Moskva.

## Sự nghiệp câu lạc bộ
Anh có màn ra mắt tại Giải bóng đá chuyên nghiệp quốc gia Nga cho F.K. Spartak-2 Moskva vào ngày 22 tháng 7 năm 2013 trong trận đấu với F.K. Tambov.